# Lucy Walters
Lucy Walters (Oxfordshire, 20 maggio 1980) è un'attrice britannica.

## Carriera
È nota per aver interpretato Holly Weaver nelle prime tre stagioni della serie televisiva drama Power.
Dal 2017 al 2019 è inoltre nel cast principale della serie Get Shorty.

## Filmografia parziale

### Cinema
- 7 giorni per cambiare (The Longest Week), regia di Peter Glanz (2014)
- Tesla, regia di Michael Almereyda (2020)
- False Positive, regia di John Lee (2021)

### Televisione
- Blue Bloods - serie TV, episodio 1x14 (2011)
- Army Wives - Conflitti del cuore (Army Wives) - serie TV, 2 episodi (2011)
- Gossip Girl - serie TV, episodio 4x22 (2011)
- Splinter Cell: Extinction - serie TV, 6 episodi (2012)
- White Collar - serie TV, episodio 3x14 (2012)
- The Good Wife - serie TV, episodio 4x08 (2012)
- Bones - serie TV, episodio 9x01 (2013)
- Power - serie TV, 28 episodi (2014-2016)
- Rizzoli & Isles - serie TV, episodio 4x16 (2014)
- Falling Water - serie TV, 3 episodi (2016)
- Get Shorty - serie TV, 20 episodi (2017-2019)
- Z - L'inizio di tutto (Z: The Beginning of Everything) - serie TV, 3 episodi (2017)
- NCIS: New Orleans - serie TV, episodio 4x19 (2018)
- Jett - Professione ladra (Jett) - serie TV, 6 episodi (2019)
- Law & Order - Unità vittime speciali (Law & Order: Special Victims Unit) – serie TV, episodio 21x04 (2019)
- Group - serie TV, 9 episodi (2020-2021)
- FBI: Most Wanted - serie TV, episodio 2x06 (2021)
- Winning Time - L'ascesa della dinastia dei Lakers (Winning Time: The Rise of the Lakers Dynasty) – serie TV, episodio 1x02 (2022)
- The Blacklist - serie TV, episodio 9x12 (2022)
- The Rookie - serie TV, episodio 5x01 (2022)

## Doppiatrici italiane
Nelle versioni in italiano delle opere in cui ha recitato, Lucy Walters è stata doppiata da:
- Angela Brusa in Power, Get Shorty
- Francesca Manicone in Z - L'inizio di tutto, FBI: Most Wanted
- Eleonora Reti in The Good Wife
- Valentina Favazza in Jett - Professione ladra
- Perla Liberatori in Law & Order - Unità vittime speciali
- Mattea Serpelloni in Tesla
- Emanuela Damasio in Winning Time - L'ascesa della dinastia dei Lakers
- Vanessa Giuliani in The Rookie